# Distretto di Vilavila
Il distretto di Vilavila è un distretto del Perù, facente parte della provincia di Lampa, nella regione di Puno.